# Naissance en 922
Naissance
- 918
- 919
- 920
- 921
- 922
- 923
- 924
- 925
- 926

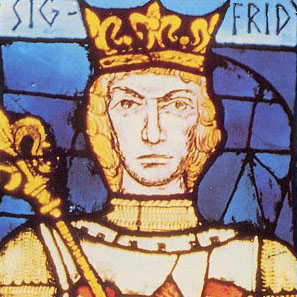
Sigefroid de Luxembourg, né vers 922.

Cette page dresse une liste de personnalités nées au cours de  l'année 922 :
- Ibn Abî Zayd Al-Qayrawânî, juriste malikite.
- Bagrat Bagration, prince géorgien.
- Hedwig de Nordgau (en), femme de Sigefroid de Luxembourg.
- Ki no Tokibumi, poète de waka de l'époque de Heian, membre de la noblesse japonaise.
- Wang Pu (en), premier-ministre de Chine.

date incertaine (vers 922)
- Sigefroid de Luxembourg, comte de Luxembourg.

## Crédit d'auteurs
- Cet article est partiellement ou en totalité issu de l'article intitulé « 922 » (voir la liste des auteurs).